# Shalingbei
Shalingbei (kinesiska: 沙陵陂, 沙陵陂乡) är en socken i Kina. Den ligger i provinsen Hunan, i den södra delen av landet, omkring 130 kilometer söder om provinshuvudstaden Changsha.
Genomsnittlig årsnederbörd är 1 859 millimeter. Den regnigaste månaden är maj, med i genomsnitt 295 mm nederbörd, och den torraste är oktober, med 29 mm nederbörd.